# Ercuis
Ercuis est une commune française située dans le département de l'Oise en région Hauts-de-France.

## Géographie

### Description

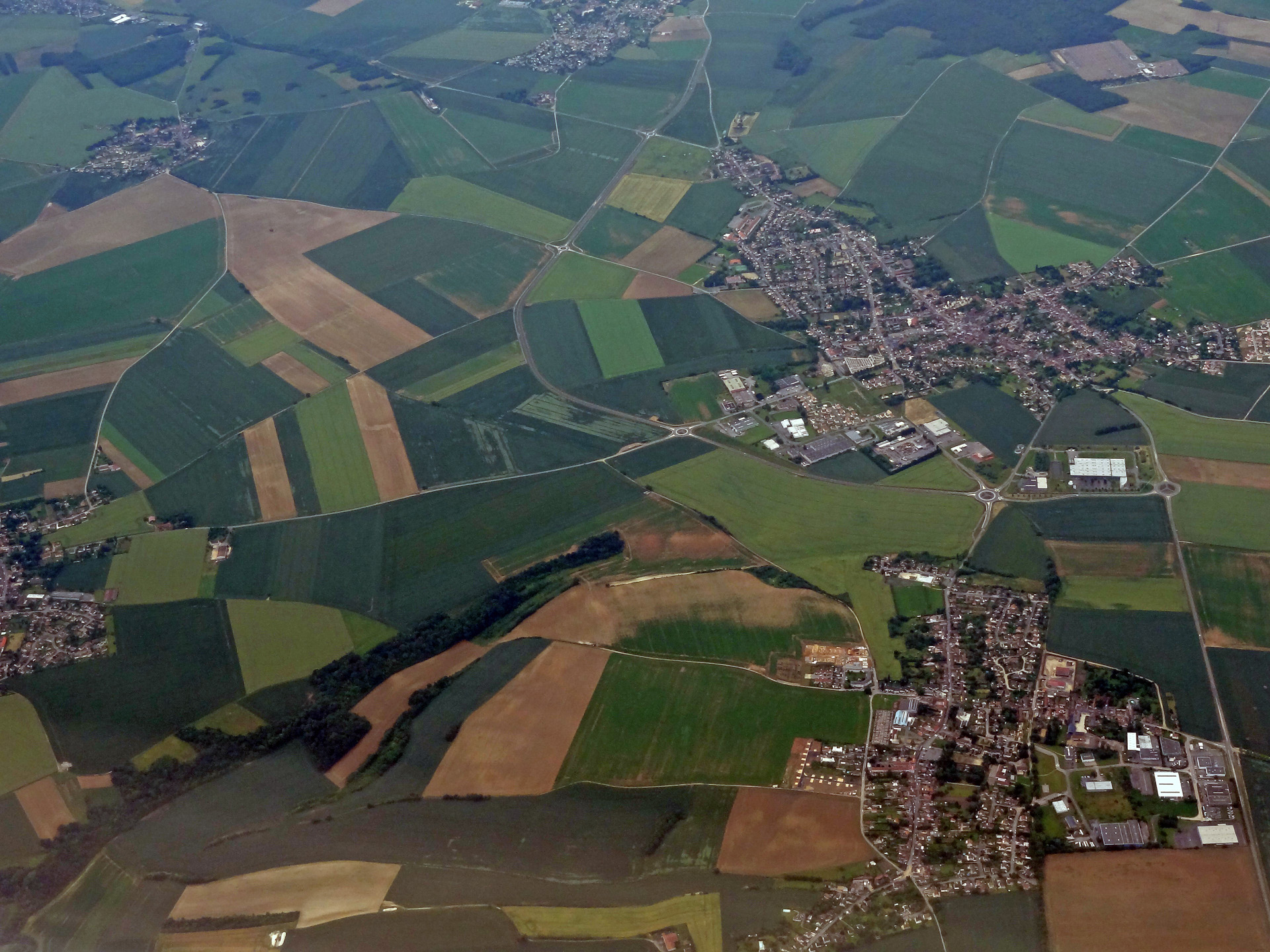
Vue aérienne d'Ercuis et Neuilly-en-Thelle.

Ercuis est un bourg périurbain situé au sud du département de l'Oise, dans le pays de Thelle, et limitrophe  à l'est de Neuilly-en-Thelle. Il se trouve à 13 km à l'ouest de Creil, 41 km au nord de Paris, 25 km au nord-est de Pontoise, 38 km à l'est de Gisors et 27 km au sud-est de Beauvais.
Situé en zone rurale mais proche de l'aire urbaine de la capitale, Ercuis est  desservi par l'ancienne route nationale 329 (actuelle RD 929 reliant Beaumont-sur-Oise à Clermont) et est aisément accessible par la route, par la nationale 1 ou l'autoroute A 16, et n'est pas très éloignée de l'aéroport de Paris-Charles-de-Gaulle.

### Communes limitrophes
|                   |                 | Cires-lès-Mello      |
| Neuilly-en-Thelle | Ercuis          |                      |
|                   | Crouy-en-Thelle | Blaincourt-lès-Précy |

### Hydrographie
La commune est située dans le bassin Seine-Normandie. Elle n'est drainée par aucun cours d'eau,.

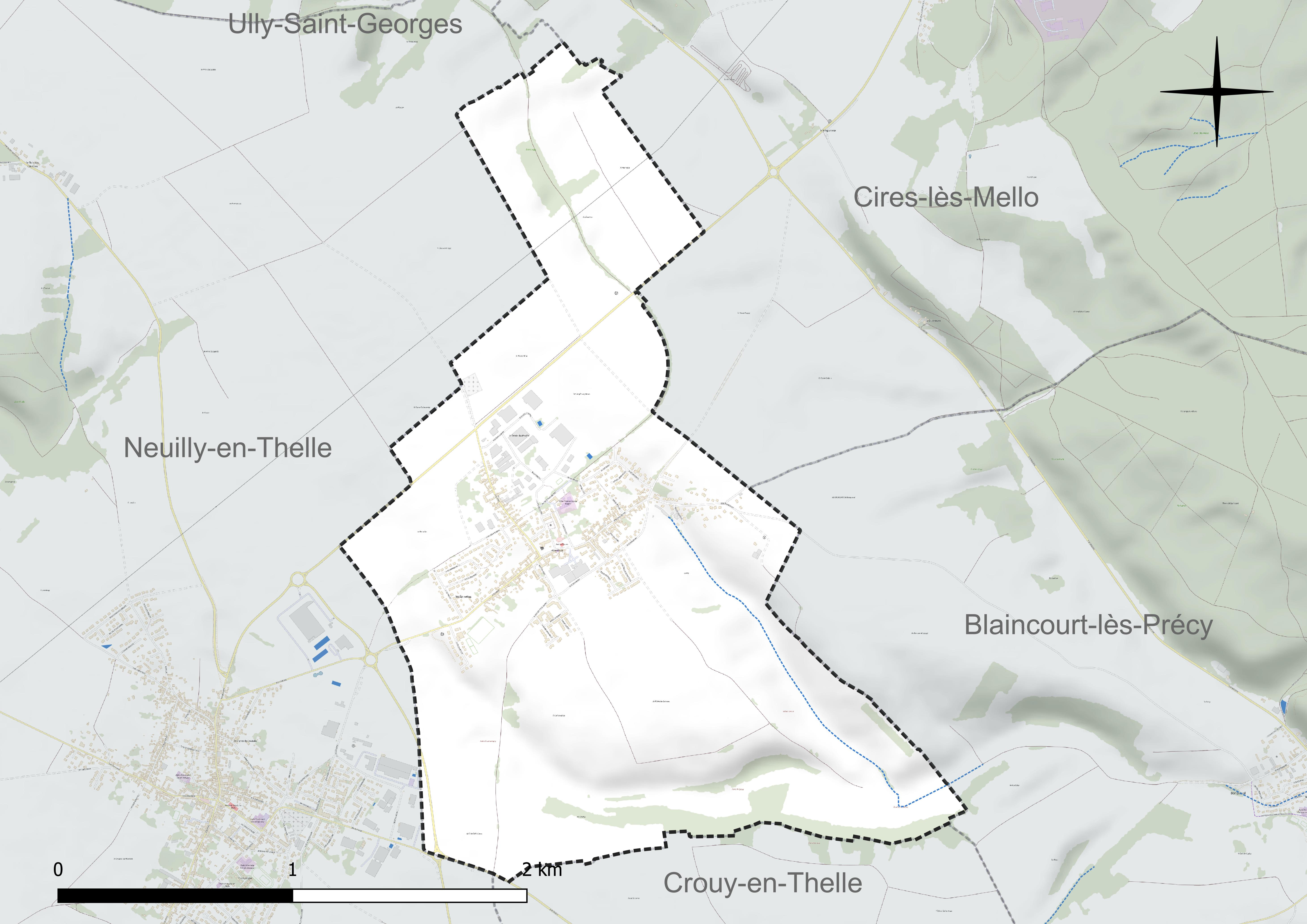
Réseau hydrographique d'Ercuis.

### Climat
Pour des articles plus généraux, voir Climat des Hauts-de-France et Climat de l'Oise.
En 2010, le climat de la commune est de type climat océanique dégradé des plaines du Centre et du Nord, selon une étude du CNRS s'appuyant sur une série de données couvrant la période 1971-2000. En 2020, Météo-France publie une typologie des climats de la France métropolitaine dans laquelle la commune est exposée à un climat océanique et est dans la région climatique  Sud-ouest du bassin Parisien, caractérisée par une faible pluviométrie, notamment au printemps (120 à 150 mm) et un hiver froid (3,5 °C). 
Pour la période 1971-2000, la température annuelle moyenne est de 10,5 °C, avec une amplitude thermique annuelle de 14,4 °C. Le cumul annuel moyen de précipitations est de 735 mm, avec 12,2 jours de précipitations en janvier et 8,2 jours en juillet. Pour la période 1991-2020, la température moyenne annuelle observée sur la station météorologique la plus proche, située sur la commune de Creil à 13 km à vol d'oiseau, est de 11,2 °C et le cumul annuel moyen de précipitations est de 662,2 mm,. Pour l'avenir, les paramètres climatiques de la commune estimés pour 2050 selon différents scénarios d'émission de gaz à effet de serre sont consultables sur un site dédié publié par Météo-France en novembre 2022.

## Urbanisme

### Typologie
Au 1er janvier 2024, Ercuis est catégorisée petite ville, selon la nouvelle grille communale de densité à sept niveaux définie par l'Insee en 2022.
Elle est située hors unité urbaine. Par ailleurs la commune fait partie de l'aire d'attraction de Paris, dont elle est une commune de la couronne,. 

### Occupation des sols
L'occupation des sols de la commune, telle qu'elle ressort de la base de données européenne d'occupation biophysique des sols Corine Land Cover (CLC), est marquée par l'importance des territoires agricoles (82,4 % en 2018), en diminution par rapport à 1990 (83,4 %). La répartition détaillée en 2018 est la suivante : 
terres arables (76,8 %), zones urbanisées (17,6 %), zones agricoles hétérogènes (5,6 %). L'évolution de l'occupation des sols de la commune et de ses infrastructures peut être observée sur les différentes représentations cartographiques du territoire : la carte de Cassini (XVIIIe siècle), la carte d'état-major (1820-1866) et les cartes ou photos aériennes de l'IGN pour la période actuelle (1950 à aujourd'hui).

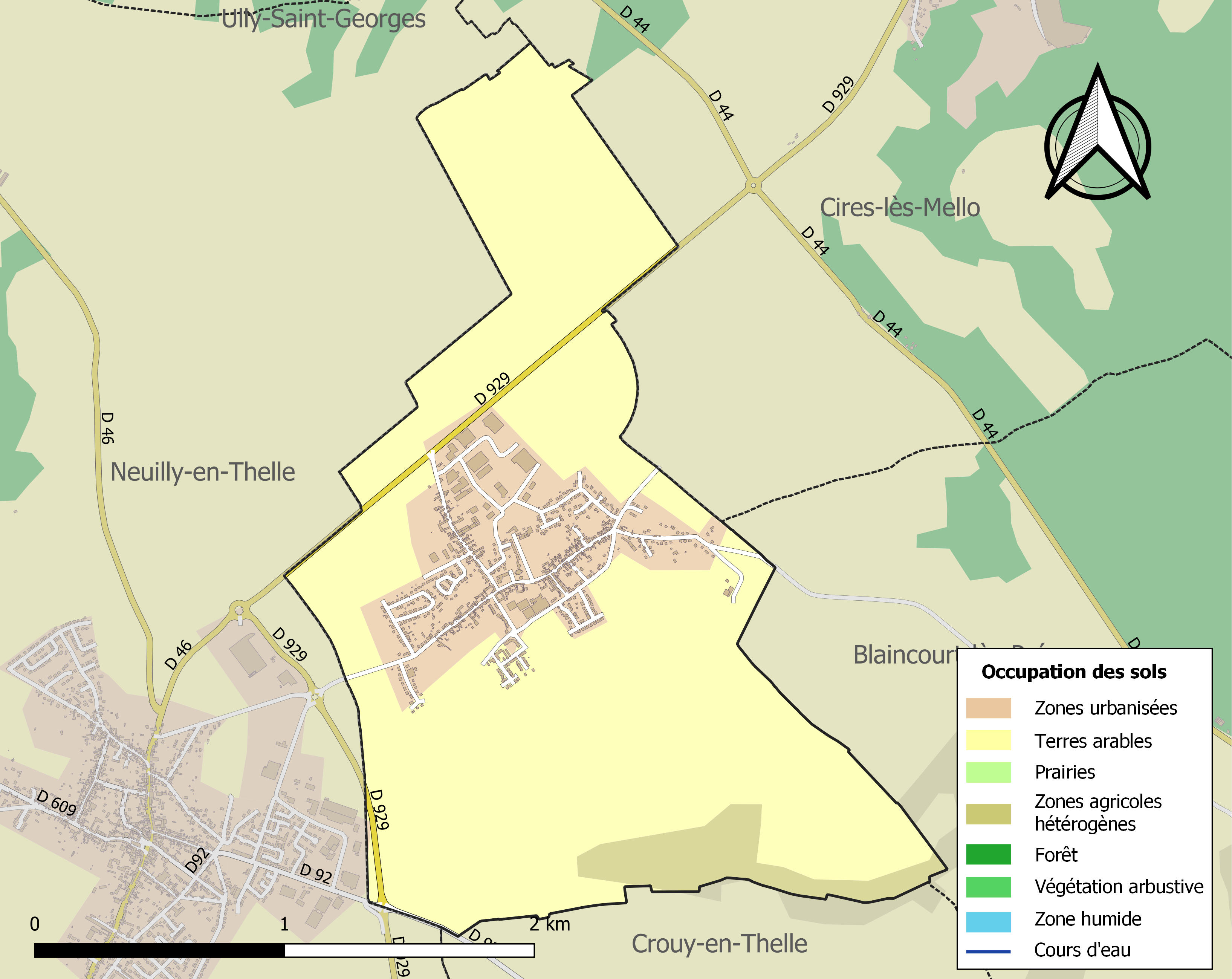
Carte des infrastructures et de l'occupation des sols de la commune en 2018 (CLC).

### Habitat et logement
En 2019, le nombre total de logements dans la commune était de 666, alors qu'il était de 575 en 2014 et de 552 en 2009.
Parmi ces logements, 94,3 % étaient des résidences principales, 0,6 % des résidences secondaires et 5,1 % des logements vacants. Ces logements étaient pour 79,7 % d'entre eux des maisons individuelles et pour 20 % des appartements.
Le tableau ci-dessous présente la typologie des logements à Ercuis en 2019 en comparaison avec celle de l'Oise et de la France entière. Une caractéristique marquante du parc de logements est ainsi une proportion de résidences secondaires et logements occasionnels (0,6 %) inférieure à celle du département (2,4 %) mais supérieure à celle de la France entière (9,7 %). Concernant le statut d'occupation de ces logements, 71,3 % des habitants de la commune sont propriétaires de leur logement (70,4 % en 2014), contre 61,4 % pour l'Oise et 57,5 pour la France entière.
| Typologie                                               | Ercuis | Oise | France entière |
| ------------------------------------------------------- | ------ | ---- | -------------- |
| Résidences principales (en %)                           | 94,3   | 90,4 | 82,1           |
| Résidences secondaires et logements occasionnels (en %) | 0,6    | 2,4  | 9,7            |
| Logements vacants (en %)                                | 5,1    | 7,1  | 8,2            |

### Voies de communication et transports
La commune est desservie, en 2023, par la ligne 1 du réseau Pass Thelle Bus et par les lignes 635, 649, 6138, 6142 et 6202 du réseau interurbain de l'Oise.

## Toponymie
Les formes anciennes du nom de la localité sont Ercetum, Erquetum (vers 1259), puis Arcuys (1310).

Ce nom provient de la forme celtique d'un des vieux noms indo-européens du chêne :  *perkwus, qui a donné le latin quercus, « chêne », et ici *ercu, avec la perte du p initial caractéristique du celtique,. Le radical *ercu est complété du suffixe -etum à valeur locative et collective. Le nom signifie donc « bois de chênes » et peut renvoyer au bois qui aurait été défriché pour la première installation.

## Histoire
Ercuis, village de l'Oise, a le privilège d'avoir un nom mondialement connu. Porté depuis sa création par la 1re grande entreprise d'orfèvrerie implantée au village, il est devenu synonyme pour certains de savoir-faire et de qualité dans le domaine des arts de la table.

### Moyen Âge
Histoire décousue que celle de ce bourg, où la légende fait naître en 1080 l'abbé Suger, futur ministre des rois Louis VI et Louis VII, mais qui s'affirme à partir du règne de Guillaume d'Ercuis, percepteur du roi Philippe le Bel. Ce dernier fait construire en 1292 une chapelle dédiée à la Vierge, pour laquelle il obtint du roi le titre de chapelle royale et dont il fait don à l'abbaye Sainte-Geneviève de Paris. C'est l'origine de l'église Saint-Nicolas actuelle.
Louis Graves indique qu'il « y avait un prieuré de l'ordre de Saint-Augustin, sous le titre de Saint-Louis, qui dépendait de l'abbaye de Sainte-Geneviève de Paris. Le prieur jouissait dans la forêt de Halatte d'un droit  d'usage qui consistait à pouvoir y mettre paître douze pourceaux. Le siége du bénéfice était dans la ferme voisine de l'église ».

### Temps modernes
Sous le règne de Louis XVI s'est implantée l'industrie du poil de chèvre et celle de la soie, fructueuses sur le plan commercial.
Sous l'Ancien Régime, Ercuis était compris en partie dans le comté et le bailliage de Beaumont-sur Oise, et le reste dans la châtellenie de Creil.

### Révolution française et Empire
En 1794, un poste de télégraphe Chappe est installé au sommet du clocher de l'église, remplaçant un sémaphore initialement implanté dans la plaine. Il était situé entre les stations télégraphiques de Saint-Martin du Tertre, d'une part, et au nord avec celles de Bury, Clermont et Fouilleuse.

### Époque contemporaine

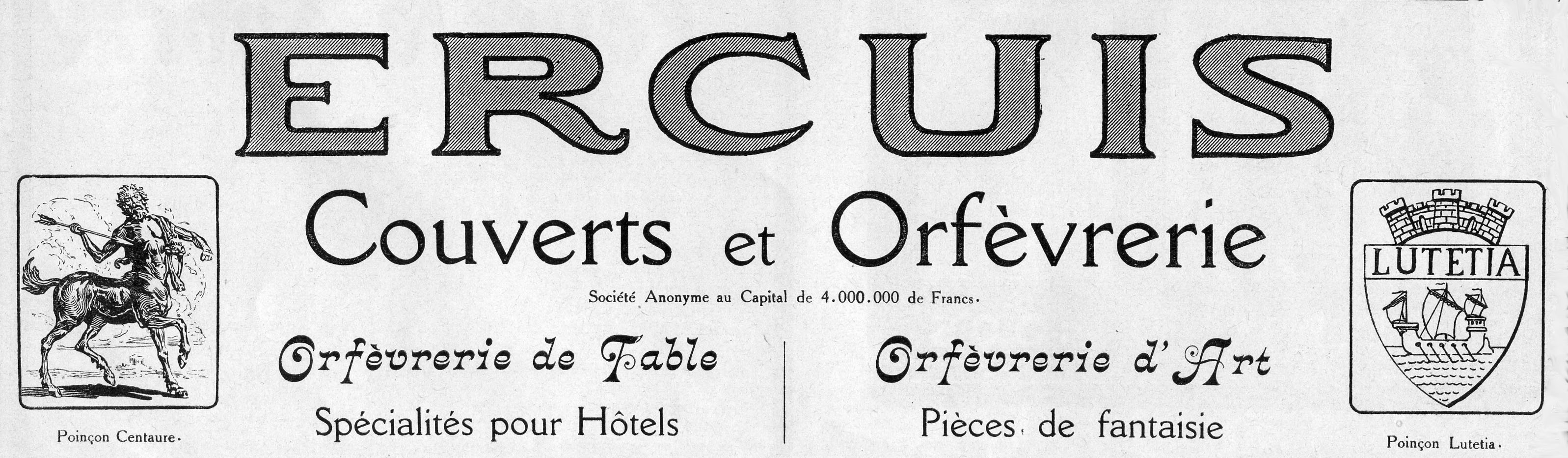
Réclame de 1924 (L'Illustration).

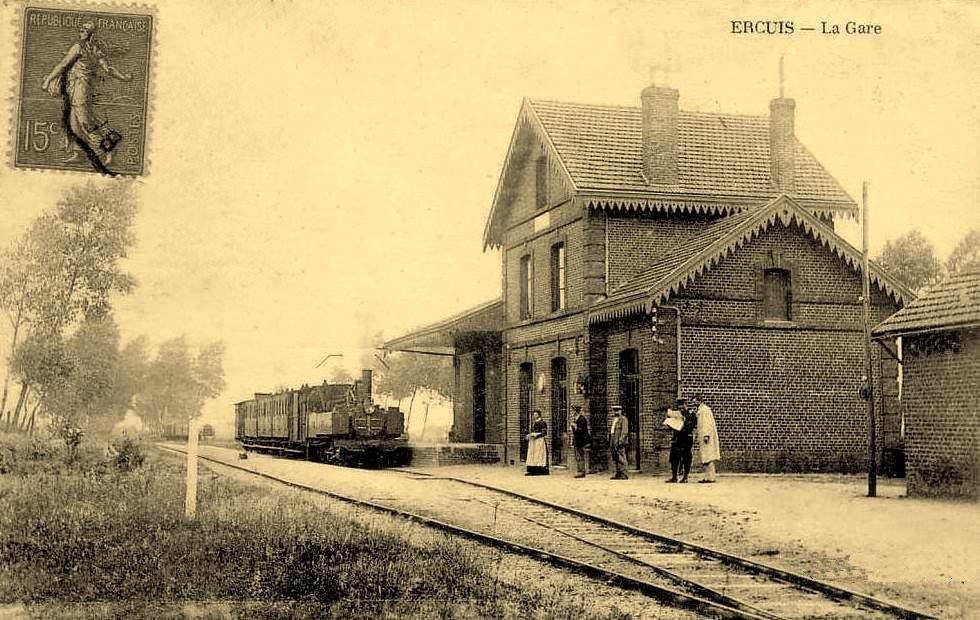
Carte postale de la gare vers 1910.

En 1834, un terrible incendie dévaste le village.
En 1842, la commune était propriétaire du bâtiment de l'école, et la population vivait soit des  travaux agricoles, soit de la confection de tissus de soie et coton.
Le 15 septembre 1837, l'abbé Adrien Céleste Pillon est nommé curé de la paroisse. Il encourage la reconstruction  des maisons par les habitants, construit le Château et une école rue du Préau, et crée en 1855 le journal Le Rosier de Marie qui lui donne les revenus nécessaires pour créer une usine de « pantographie voltaïque » qui devient progressivement  une entreprise d'orfèvrerie d'objets religieux décorés d'émaux en relief et argentés ou dorés par électrolyse. Sans soutien de sa hiérarchie, qui le démettent de ses fonctions ecclésiastiques, il développe l'entreprise vers les arts de la table et l'argenterie après avoir créé une cité ouvrière dans le village. Après une faillite en 1883, l'entreprise redémarre avec en 1886, un accord avec le maître verrier Georges Maës, qui lui donne le poinçon du Centaure, qui marque depuis les productions de l'entreprise Ercuis,.
L'entreprise Ercuis est modernisée par le fils de Georges Maës, Henri, qui crée en 1908  la société nouvelle de l'Orfèvrerie, améliore les logements et crée une société de secours mutuels. La production est vendue partout en Europe et sur les rivage de la Méditerranée. Après une période de baisse d'activité pendant la Première Guerre mondiale, la production reprend, aidée par la publicité utilisée dès l'origine de l'entreprise, qui participe aux expositions internationales de 1925, 1931 et 1937, et fournit l'argenterie du paquebot Normandie ainsi que d'autres navires de la compagnie générale transatlantique ou des Chargeurs réunis, puis, après la Seconde Guerre mondiale, le France.
De 1879 à 1959, le bourg est desservi par un chemin de fer secondaire à voie métrique, le chemin de fer de Hermes à Beaumont du réseau des chemins de fer départementaux de l'Oise.

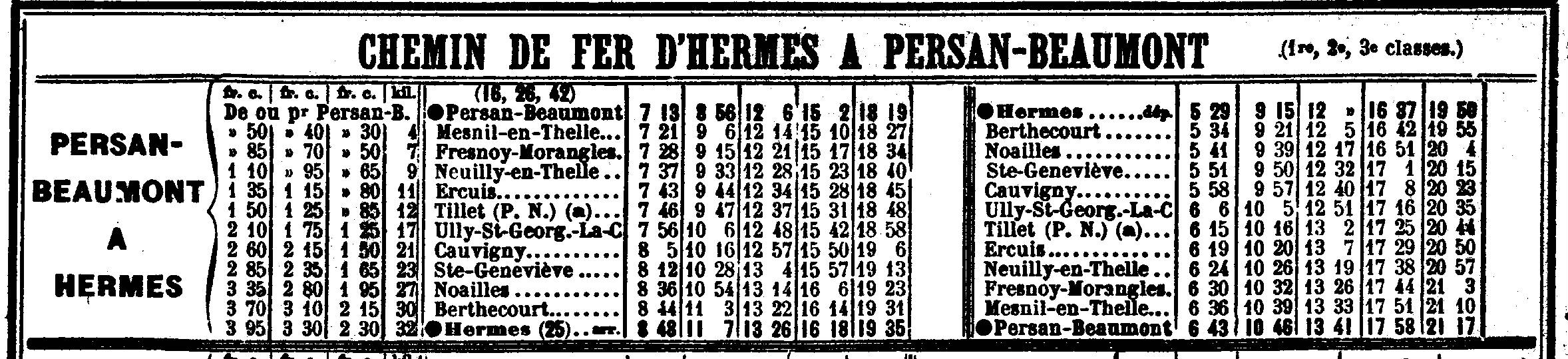
Horaire de 2014 de la ligne de chemin de fer.

## Politique et administration

### Rattachements administratifs et électoraux
La commune se trouve dans l'arrondissement de Senlis du département de l'Oise. Pour l'élection des députés, elle fait partie de la troisième circonscription de l'Oise.
Elle faisait partie depuis 1801 du canton de Neuilly-en-Thelle. Dans le cadre du redécoupage cantonal de 2014 en France, la commune fait désormais partie du canton de Méru.

### Intercommunalité

L'ancienne communauté de communes du pays de Thelle dans le département de l'Oise.

La commune faisait partie de la communauté de communes du pays de Thelle, créée en 1996.
Dans le cadre des dispositions de la loi portant nouvelle organisation territoriale de la République (Loi NOTRe) du 7 août 2015, qui prévoit que les établissements publics de coopération intercommunale (EPCI) à fiscalité propre doivent avoir un minimum de 15 000 habitants, le préfet de l'Oise a publié en octobre 2015 un projet de nouveau schéma départemental de coopération intercommunale, qui prévoit la fusion de plusieurs intercommunalités, et en particulier  de la communauté de communes du Pays de Thelle et de la communauté de communes la Ruraloise, formant ainsi une intercommunalité de 42 communes et de 59 626 habitants,.
C'est ainsi qu'est créée par un arrêté préfectoral du 30 novembre 2016 qui a pris effet le 1er janvier 2017 la  communauté de communes Thelloise, dont est désormais membre la commune.

### Liste des maires
| Période                                  | Période                    | Identité         | Étiquette | Qualité                                                                               |
| ---------------------------------------- | -------------------------- | ---------------- | --------- | ------------------------------------------------------------------------------------- |
| Les données manquantes sont à compléter. |                            |                  |           |                                                                                       |
| 1971                                     | 1983                       | Sylvain Brochard |           |                                                                                       |
| 1983                                     | janvier 2018               | Daniel Tessier   |           | Vice-président de la CC du Pays de Thelle et Ruraloise (2017 → 2018) Mort en fonction |
| 2018                                     | En cours (au 14 mars 2022) | Jean-Marie Nigay |           | Réélu pour le mandat 2020-2026,                                                       |

## Équipements et services publics

### Eau et déchets
Les eaux usées du village sont traitées depuis 2011 par la station d'épuration intercommunale du Syndicat intercommunal d'assainissement du Plateau du Thelle, située au Mesnil-en-Thelle. Le syndicat regroupe Neuilly-en-Thelle, Ercuis, Crouy-en-Thelle, Morangles, Fresnoy-en-Thelle et Mesnil-en-Thelle et a délégué la gestion de l'installation à Suez Eau France (anciennement Lyonnaise des eaux).

### Enseignement
Le groupe scolaire accueille tous les enfants de maternelle et primaire, le groupe scolaire Patrick-Baudry, qui, à la rentrée 2021, accueille environ 195 enfants répartis en huit classes.

### Équipements sportifs et socioculturels
Les habitants disposent d'une qalle multifonctions, d'un stade, d'un city stade, d'un court de tennis et d'un terrain de basket ainsi que d'une bibliothèque.
Un centre de loisirs sans hébergement, ouvert pendant les vacances d'avril et de juillet, accueille les enfants.

### Justice, sécurité, secours et défense
La commune s'est équipée d'un dispositif de vidéosurveillance de l'espace public, raccordé à Beauvais, et qui a présenté en 2021 au Premier ministre et au ministre de l'intérieur

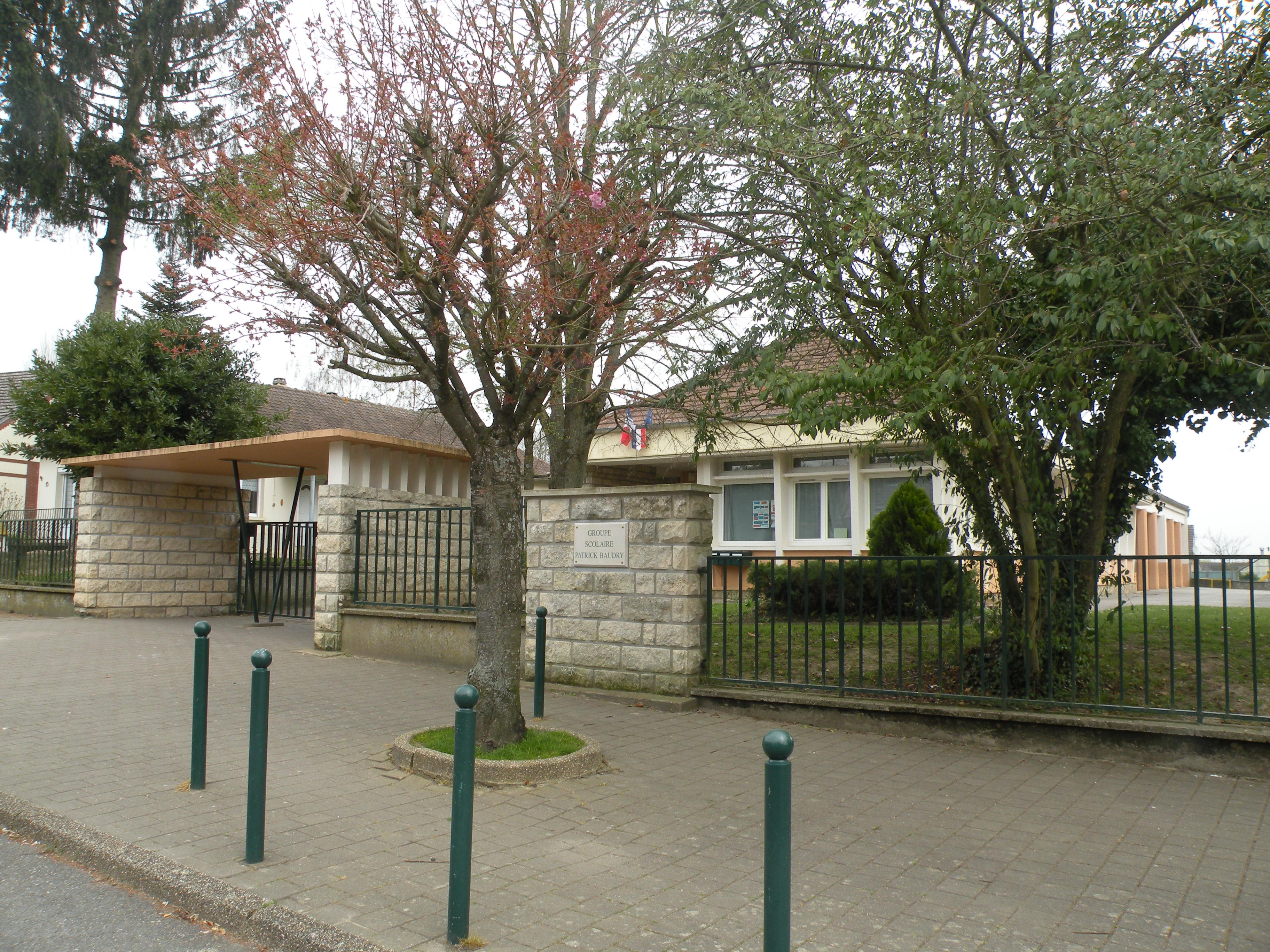
L'école.
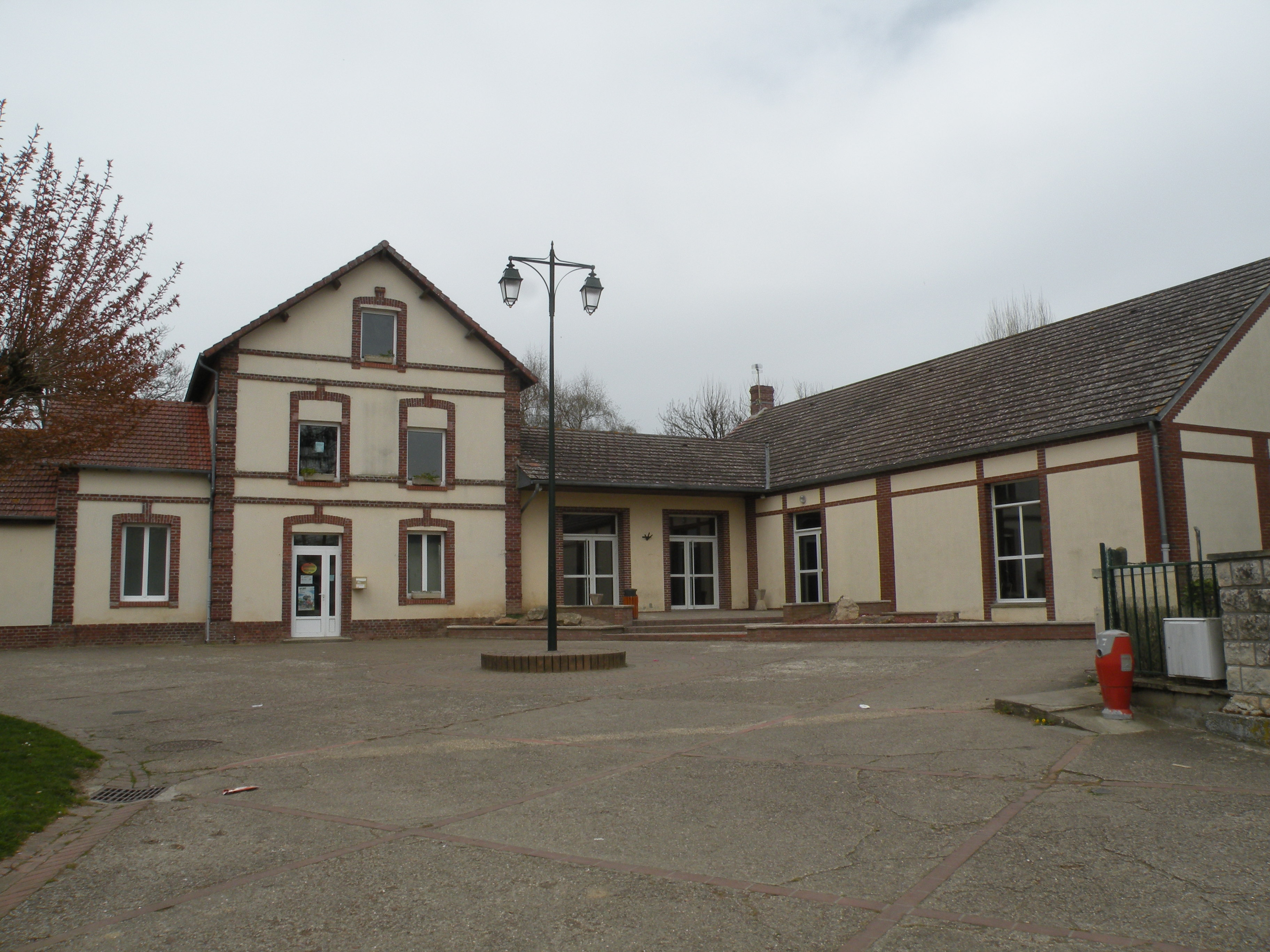
La bibliothèque, installée dans l'ancienne gare.
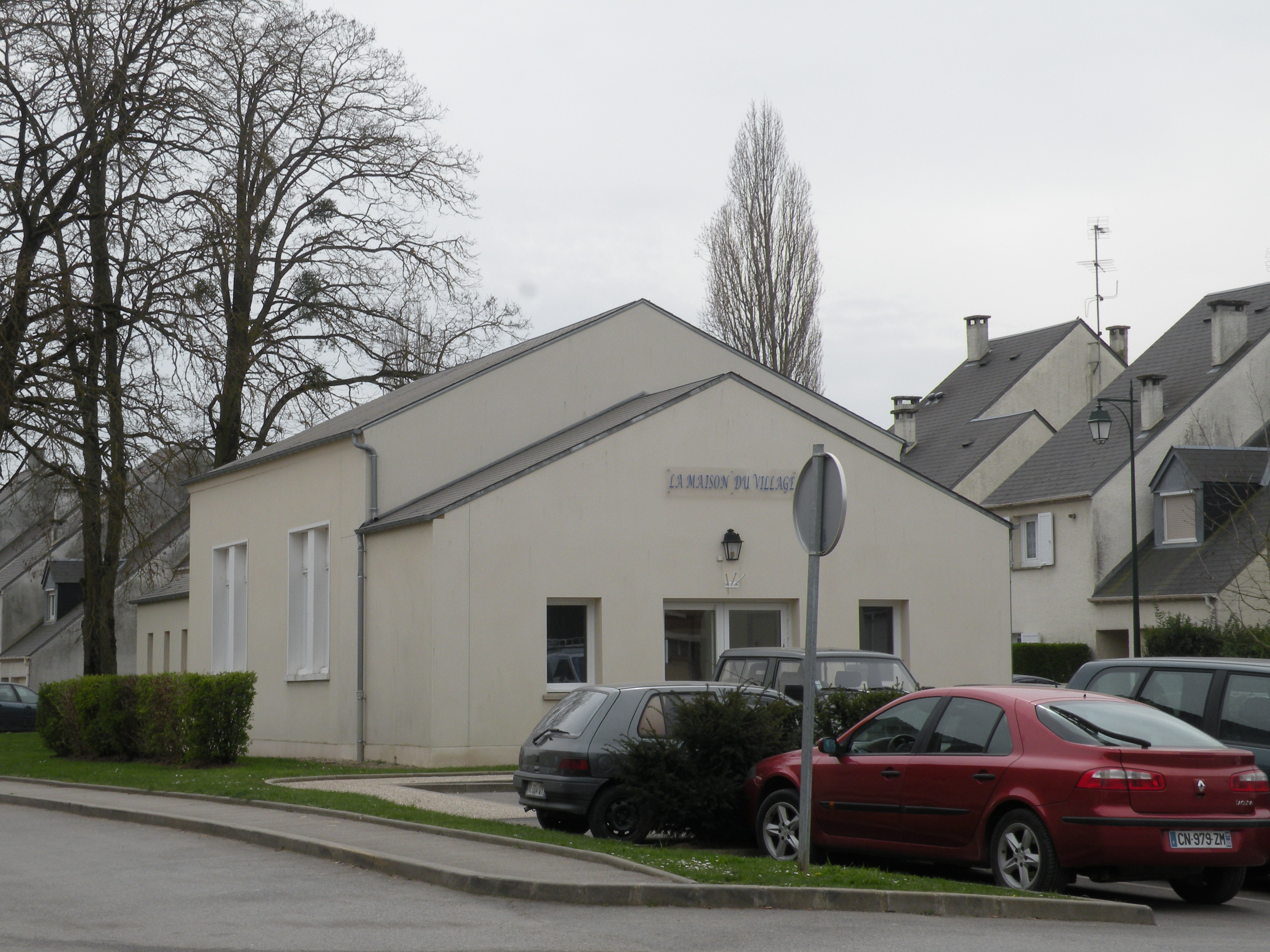
La salle communale.
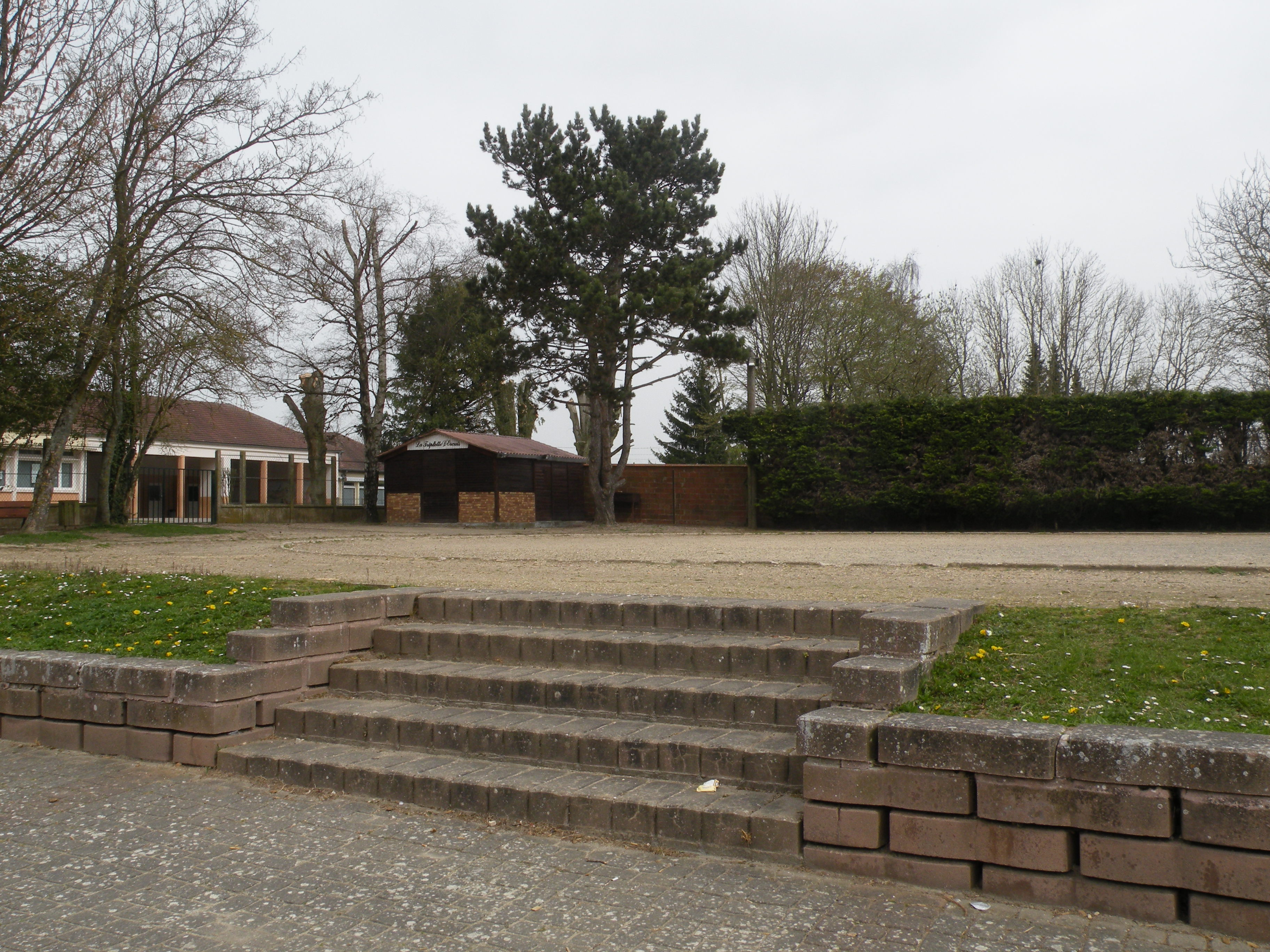
Le boulodrome.

## Population et société

### Démographie

#### Évolution démographique
L'évolution du nombre d'habitants est connue à travers les recensements de la population effectués dans la commune depuis 1793. Pour les communes de moins de 10 000 habitants, une enquête de recensement portant sur toute la population est réalisée tous les cinq ans, les populations de référence des années intermédiaires étant quant à elles estimées par interpolation ou extrapolation. Pour la commune, le premier recensement exhaustif entrant dans le cadre du nouveau dispositif a été réalisé en 2004.

En 2022, la commune comptait 1 626 habitants, en évolution de +0,99 % par rapport à 2016 (Oise : +0,87 %, France hors Mayotte : +2,11 %).
| 1793 | 1800 | 1806 | 1821 | 1831 | 1836 | 1841 | 1846 | 1851 |
| ---- | ---- | ---- | ---- | ---- | ---- | ---- | ---- | ---- |
| 705  | 681  | 699  | 626  | 596  | 604  | 616  | 650  | 685  |

| 1856 | 1861 | 1866 | 1872 | 1876  | 1881 | 1886 | 1891 | 1896 |
| ---- | ---- | ---- | ---- | ----- | ---- | ---- | ---- | ---- |
| 690  | 698  | 629  | 815  | 1 015 | 966  | 694  | 735  | 788  |

| 1901 | 1906 | 1911 | 1921 | 1926 | 1931 | 1936 | 1946 | 1954 |
| ---- | ---- | ---- | ---- | ---- | ---- | ---- | ---- | ---- |
| 742  | 709  | 739  | 712  | 741  | 747  | 742  | 593  | 632  |

| 1962 | 1968 | 1975 | 1982 | 1990  | 1999  | 2004  | 2006  | 2009  |
| ---- | ---- | ---- | ---- | ----- | ----- | ----- | ----- | ----- |
| 640  | 664  | 743  | 985  | 1 262 | 1 566 | 1 496 | 1 461 | 1 407 |

| 2014  | 2019  | 2022  | - | - | - | - | - | - |
| ----- | ----- | ----- | - | - | - | - | - | - |
| 1 495 | 1 606 | 1 626 | - | - | - | - | - | - |

#### Pyramide des âges
La population de la commune est relativement jeune.
En 2018, le taux de personnes d'un âge inférieur à 30 ans s'élève à 37,9 %, soit au-dessus de la moyenne départementale (37,3 %). À l'inverse, le taux de personnes d'âge supérieur à 60 ans est de 17,8 % la même année, alors qu'il est de 22,8 % au niveau départemental.
En 2018, la commune comptait 818 hommes pour 789 femmes, soit un taux de 50,9 % d'hommes, largement supérieur au taux départemental (48,89 %).
Les pyramides des âges de la commune et du département s'établissent comme suit.
| Hommes | Classe d’âge | Femmes |
| ------ | ------------ | ------ |
| 0,1    | 90 ou +      | 0,5    |
| 3,3    | 75-89 ans    | 3,5    |
| 13,6   | 60-74 ans    | 14,6   |
| 22,5   | 45-59 ans    | 25,2   |
| 21,1   | 30-44 ans    | 19,9   |
| 17,5   | 15-29 ans    | 17,5   |
| 21,9   | 0-14 ans     | 18,8   |

| Hommes | Classe d’âge | Femmes |
| ------ | ------------ | ------ |
| 0,5    | 90 ou +      | 1,4    |
| 5,5    | 75-89 ans    | 7,6    |
| 15,6   | 60-74 ans    | 16,3   |
| 20,8   | 45-59 ans    | 20     |
| 19,4   | 30-44 ans    | 19,4   |
| 17,6   | 15-29 ans    | 16,2   |
| 20,6   | 0-14 ans     | 19,1   |

### Manifestations culturelles et festivités
- Le 2e week-end du mois de mai est consacré à la fête du village.
- Les feux de la Saint-Jean offrent chaque année une occasion d'animation.

## Économie
Aujourd'hui, le bourg  est connu grâce à sa fabrique d'orfèvrerie Ercuis d'articles des arts de la table en argenterie. L'entreprise, qui a intégré en 1978, le Comité Colbert, est acquise par le groupe Arturus, leader des arts de la table. Confrontée à une évolution défavorable des modes de consommation, l'entreprise, qui employait 250 salariés en 1988, n'en compte plus qu'environ 25, tout en se spécialisant dans les produits de luxe et les clients prestigieux,,
Le village comprend une zone d'activité qui rassemble neuf entreprises, des commerces de distribution s'y trouvent également. La Poste et un commerce de proximité sont installés au centre du bourg[réf. nécessaire].

## Culture locale et patrimoine

### Lieux et monuments
- L'église Saint-Nicolas, extension de la chapelle initiale dédiée à la Vierge en 1292[23], surmontée d'un clocher néogothique bâti en façade, dont le rez-de-chaussée et le premier étage orné de gargouilles  sont de plan carré qui, au second étage, devient octogonal, également orné de gargouilles. L'ensemble est couronné d'un pinnacle et d'une flèche élancée.
Le transept et le chœur datent à l'origine du XVIe siècle mais ont été très restaurés. La nef et ses bas-côtés sont anciens, mais difficilement datables compte tenu des nombreuses restaurations opérées.
On notera les deux belles frises sculptées qui ornent les piles ouest de la croisée d'ogives, ainsi que les vitraux du XIXe siècle[38]

L'église Saint-Nicolas
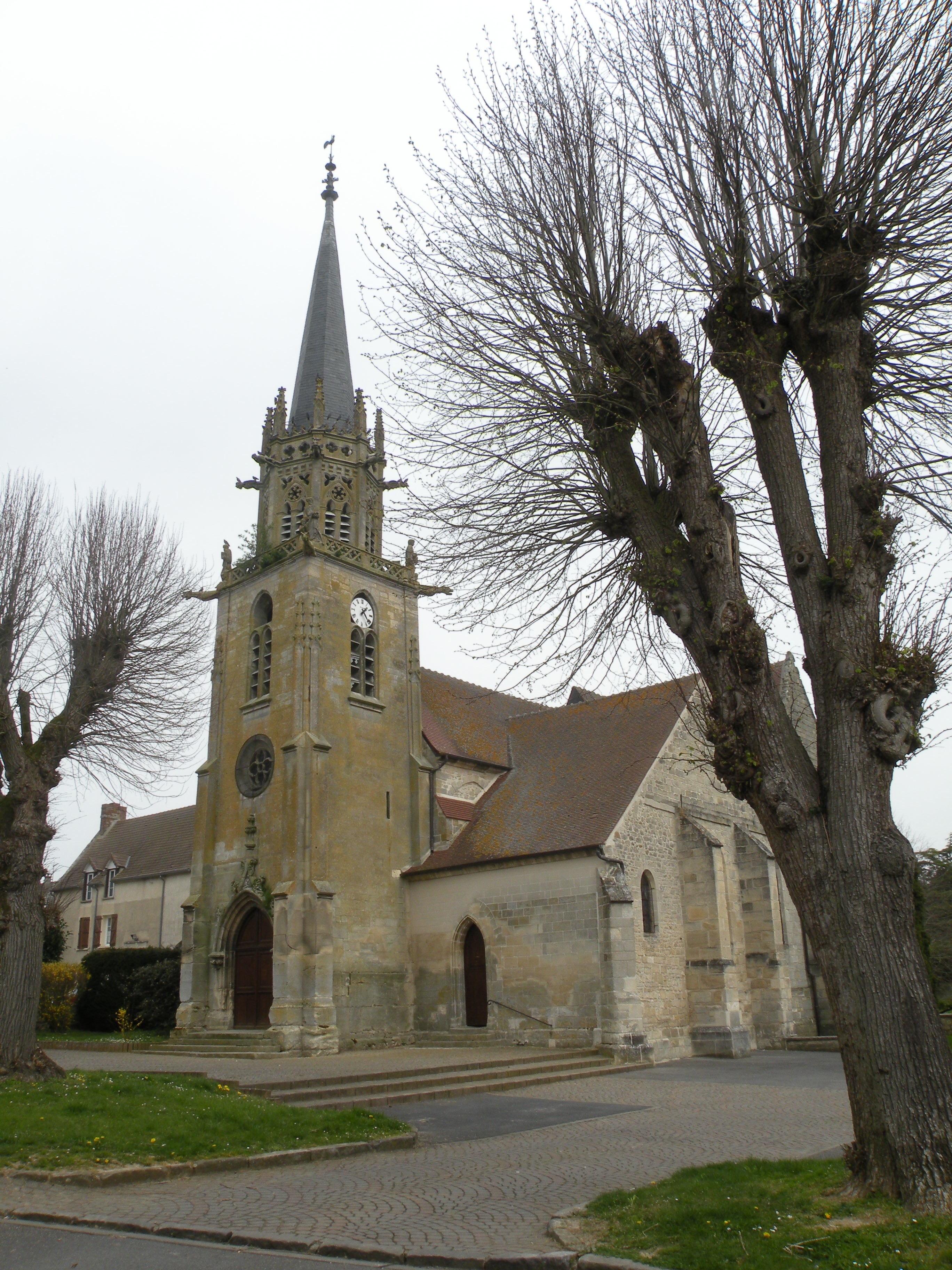
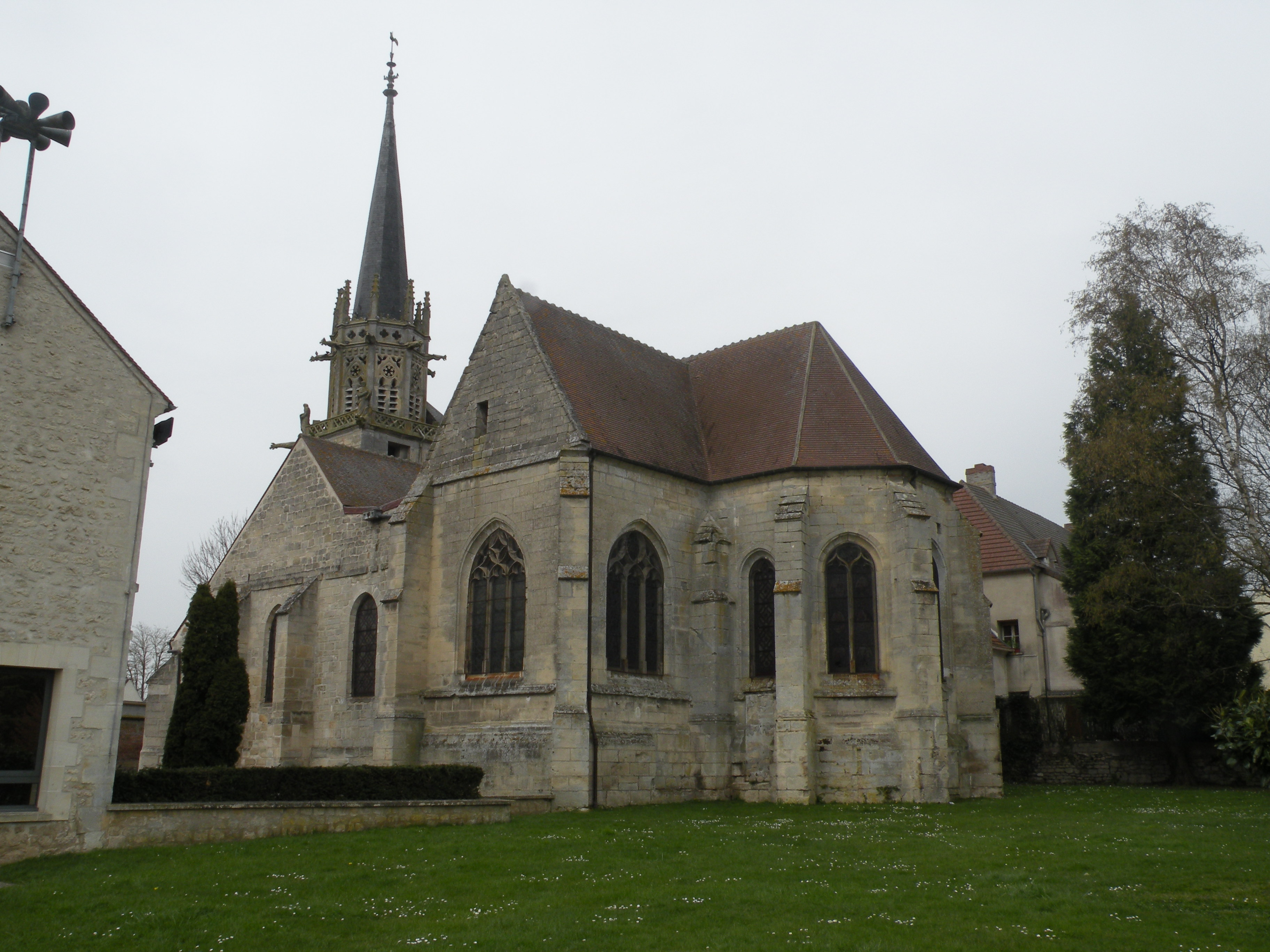
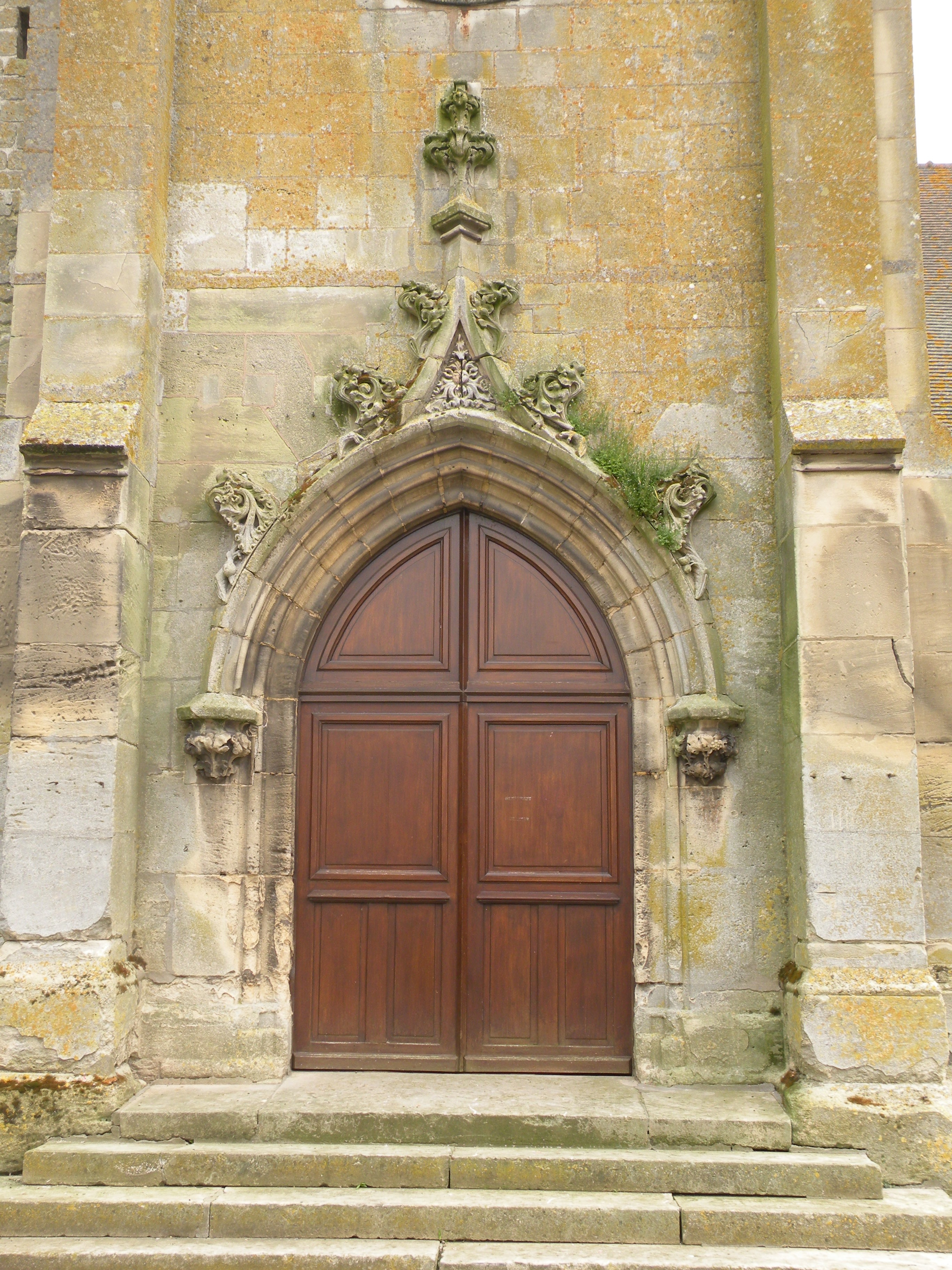
Le portail.
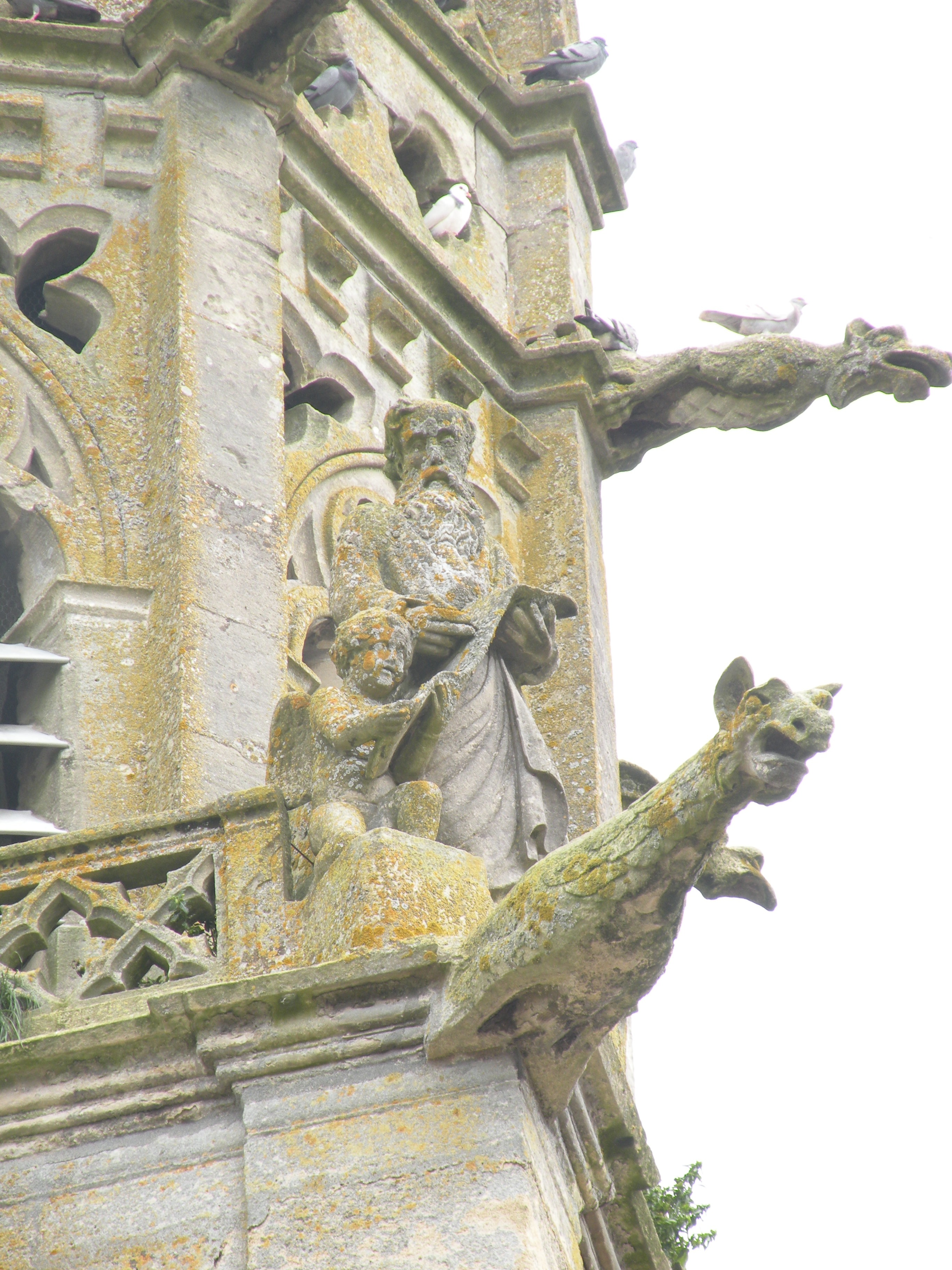
Gargouilles du clocher.

- Le château, construit en 1837 pour l'abbé Pillon. Utilisé autrefois comme maison de retraite, il est racheté en 2009 par l'église évangélique coréenne pour en faire un centre de séminaires[39],[23]
- La mairie, restaurée, a conservé ses murs d'origine
- La ferme du Thelle (tour et portail d'entrée)
- Portail d'entrée et pigeonnier, vestiges d'un prieuré de l'ordre de Saint-Augustin, dédié à Saint-Louis[38]
- L'ancienne  gare, réaménagée en bibliothèque municipale,
- plusieurs calvaires.

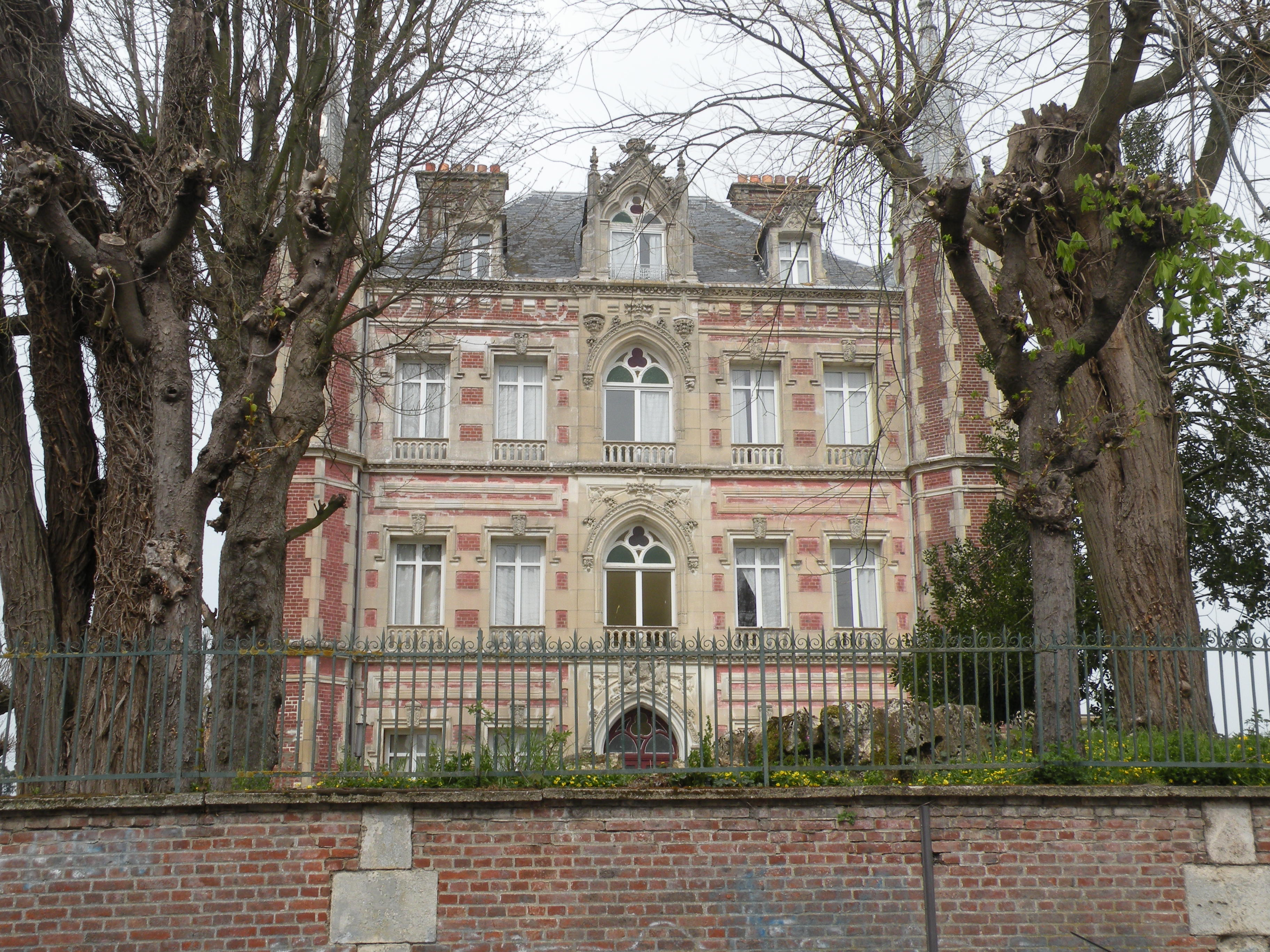
Le château d'Ercuis
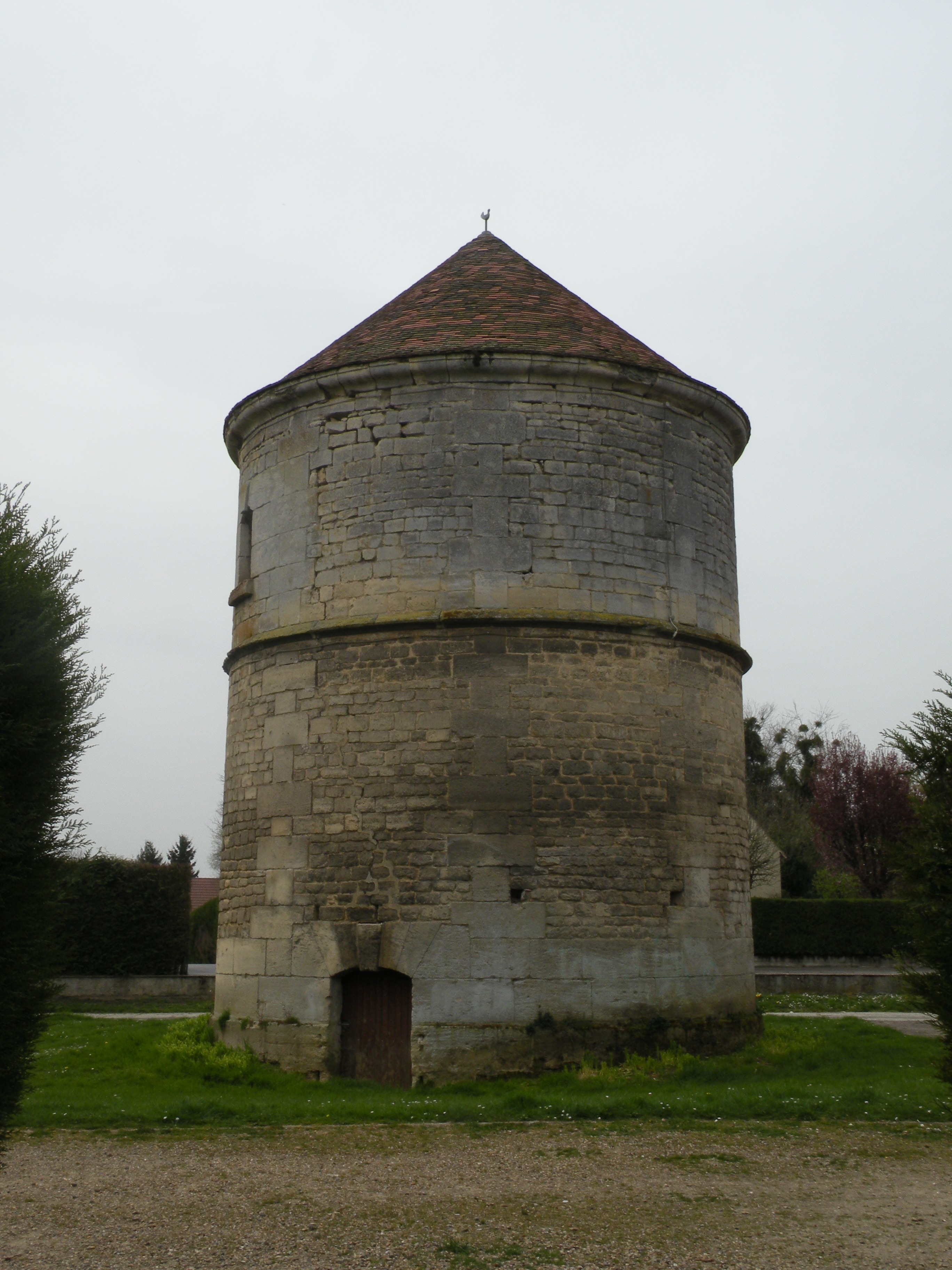
La tour de la ferme du Thelle
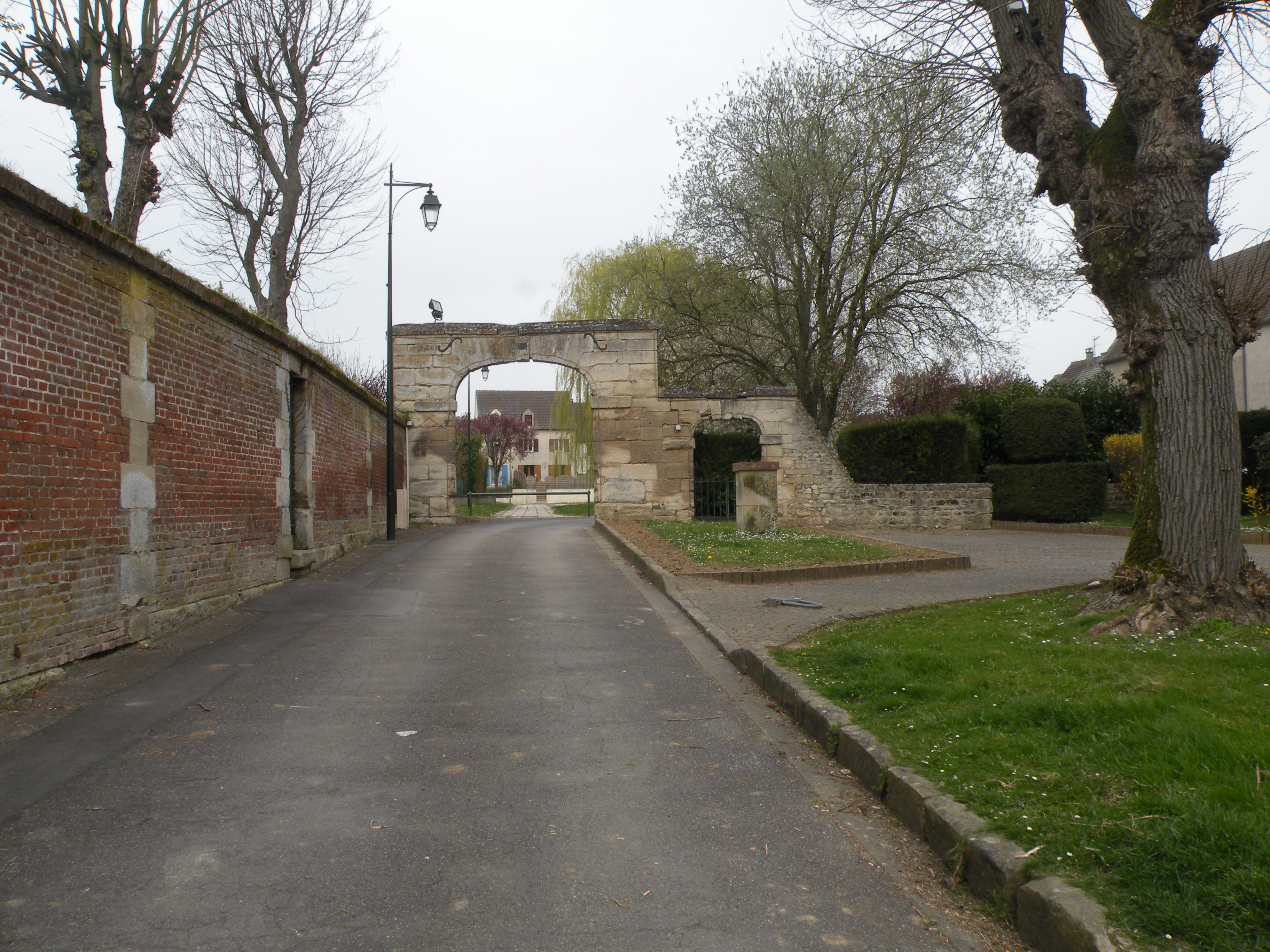
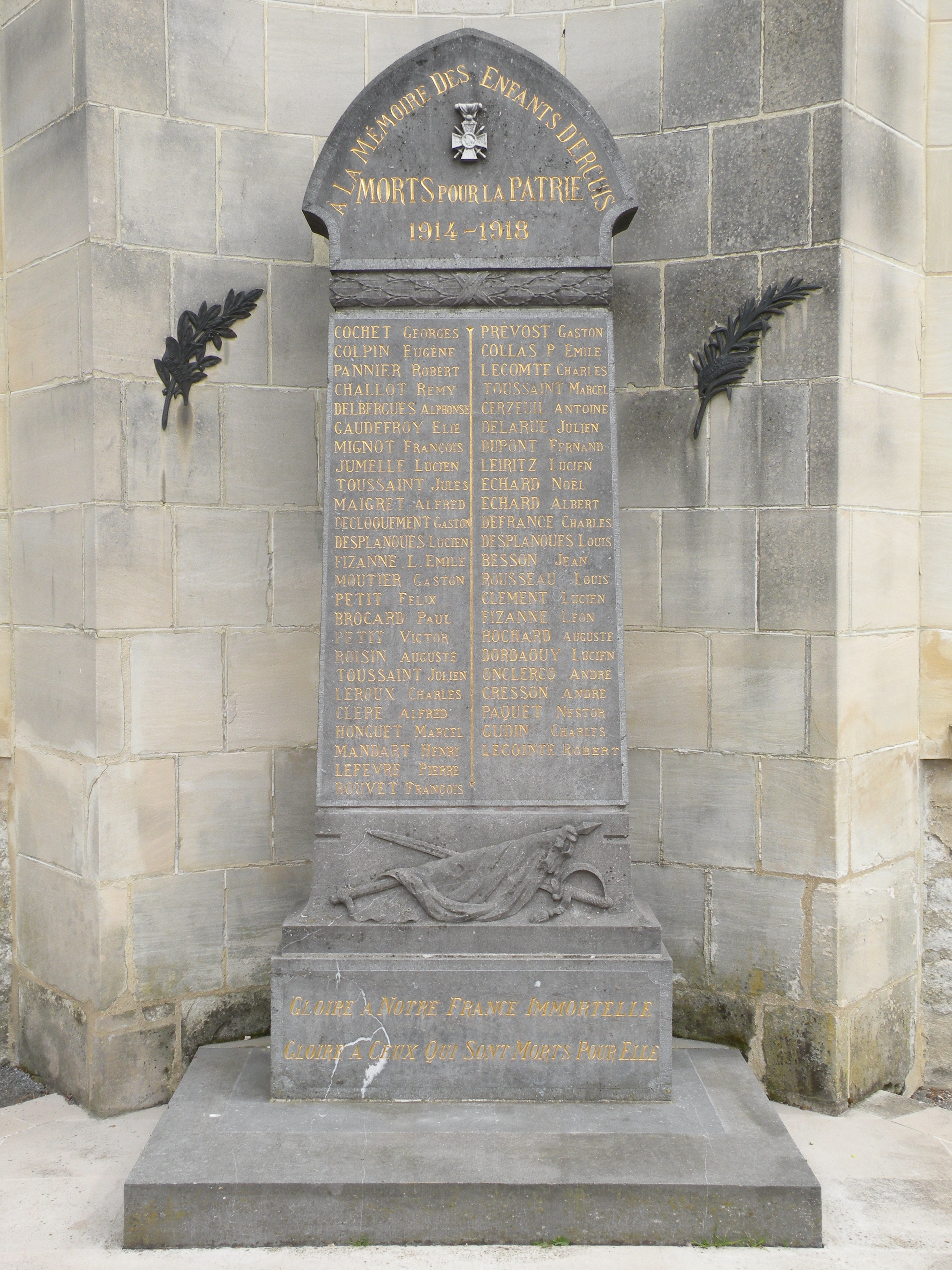
Monument aux morts

### Personnalités liées à la commune
- L'abbé Suger (1080 ou 1081 - 1151) y serait né[14].
- Guillaume d'Ercuis (vers 1260-entre 1314 et 1316), ecclésiastique, aumônier du roi Philippe III de France et précepteur du futur Philippe IV, notaire royal, chanoine de Laon, Noyon, Senlis, Mello, Marchais et Reims, archidiacre de Laon et de Thiérache, seigneur du lieu, où il est né[14]

### Héraldique
| Blason de Ercuis | Blason  | Taillé: au 1er d'or à trois bandes d'azur, au 2e d'azur à deux épis de blés d'or, tigés et feuillés posés en barre et les tiges passées en sautoir et brochant sur une coupe du même en pointe ; à la barre d'argent brochant sur la partition. |
| Blason de Ercuis | Détails | Le statut officiel du blason reste à déterminer. |